# Bătălia de la Gibraltar
Bătălia de la Gibraltar a fost o bătălie navală care a avut loc la 25 aprilie 1607 în timpul războiului de 80 de ani când flota olandeză condusă de Jacob van Heemskerk a învins flota spaniolă condusă de Juan Álvarez de Ávila.